# Иванов, Михаил Владимирович (ватерполист)
Михаил Владимирович Иванов (род. 18 апреля 1958, Москва) — советский ватерполист и тренер. Олимпийский чемпион 1980 года, заслуженный мастер спорта СССР (1980). Окончил Институт физической культуры.

## Спортивная карьера
- Олимпийский чемпион (1980), бронзовый призёр Олимпийских игр (1988).
- Чемпион мира (1982), 3-е место 1986
- Двукратный обладатель Кубка мира (1981, 1983).
- Двукратный чемпион Европы (1983, 1985).
- Победитель соревнований «Дружба» (1984)
- Победитель Игр Доброй воли (1986)
- Чемпион СССР 1982—1985
- 2-кратный обладатель Кубка СССР
- Обладатель Кубка Кубков Европы 1985 и Суперкубка Европы 1985.
- Чемпион Универсиады 1985.
- Чемпион Европы среди юниоров 1978

В 1994—1996 — старший тренер женской команды мастеров СКИФ по водному поло.
В 1997—2000 — специалист по подготовке центральных нападающих в команде мастеров «Динамо-Олимпийский».
Бронзовый призёр чемпионата мира среди ветеранов 2002 года в Германии . Серебряный призёр чемпионата мира среди ветеранов (FINA World Masters Championships, San Marino) 2004. Чемпион Европы среди ветеранов 2005 года.
В 2002—2008 работал в детской спортивной школе «Жемчужина».